# Duas Três (canção)
Duas Três é uma música da dupla sertaneja brasileira Guilherme & Benuto, com participação especial dos cantores Ana Castela e Adriano Rhod, lançado em 9 de fevereiro de 2023 pela Sony Music.

## Antecedentes e lançamento
Guilherme & Benuto estavam há mais de 30 semanas no TOP 10 do Spotify Brasil, com Haja Colírio, do projeto Deu Rolo In Goiânia.

Essa música já havia sido gravada e lançada por Adriano Rhod e havia ganhado uma popularidade. O clipe foi gravado em Londrina e é dirigido por Vinicius Calazans.
Guilherme: "A Ana ter topado foi uma felicidade enorme, ela é uma menina incrível, que já mostrou para o que veio e, com certeza, vai conquistar cada vez mais espaço na música. O Adriano, que além de compositor, é o primeiro intérprete de Duas Três, não poderia ficar de fora".
Benuto: "A gente ouviu essa música e de cara gostamos dela, mas, em certo trecho, já imaginamos uma mulher cantando e interpretando ela com a gente. Foi aí que surgiu a ideia de convidar a Ana Castela para participar".
Ana Castela: "Dizem que quando você é convidado para fazer parceria com a turma já consagrada é sinal de que você está trilhando o caminho certo, né? Então, só posso agradecer e comemorar mais essa união que, se Deus quiser, vai entrar nos tops. É a boiadeira com Guilherme e Benuto e Adriano Rhod, bebê!"

## Recepção
A canção alcançou mais de 309 milhões de execuções, entre áudio e vídeo, e 66º lugar na Billboard Hot 100. Em 2024, junto com os outros singles 3 Batidas, Haja Colírio e Assunto Delicado, ganhou certificação de disco de diamante triplo pela PMB, além da dupla renovar contrato com a Sony Music, após o lançamento de Deu Rolo de Novo.

### Desempenho nas tabelas musicais
| Tabela musical             | Melhor posição |
| -------------------------- | -------------- |
| Spotify (Top 200 Brasil)   | 8              |
| Billboard Brasil (Hot 100) | 66             |

### Certificações
| País         | Certificação | Vendas certificadas |
| ------------ | ------------ | ------------------- |
| Brasil (PMB) | 3× Diamante  | +900 000            |